# 西畢曉普 (加利福尼亞州)
西畢曉普（英語：West Bishop）是位於美國加利福尼亞州因約縣的一個人口普查指定地區。

## 地理
西畢曉普的座標為36°21′40″N 118°27′18″W / 36.36111°N 118.45500°W，而該地最高點為海拔高度1,342米（即4,403英尺）。

## 人口
根據2010年美國人口普查的數據，西畢曉普的面積為22.687平方千米，當中陸地面積為22.684平方千米，而水域面積為0.003平方千米。當地共有人口2,607人，而人口密度為每平方千米114人。